# Song Shan

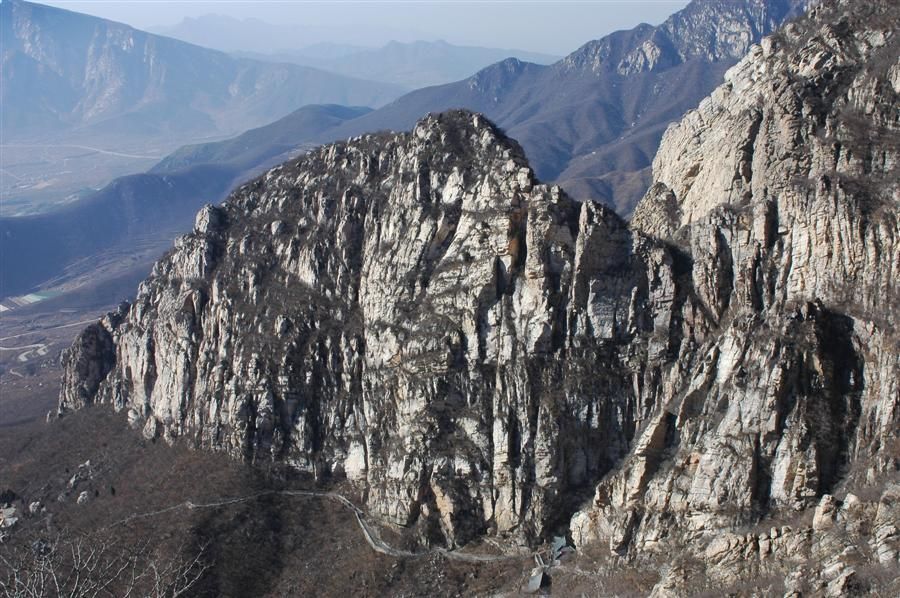
Song Shan

Der Berg Song (chinesisch 嵩山, Pinyin Sōng Shān, Jyutping Sung1 Saan1) in China ist einer der Fünf Heiligen Berge des Daoismus, von denen er der „Große Mittlere Gipfel“ (auch „Mittelberg“) ist.
Song Shan liegt im Verwaltungsgebiet der kreisfreien Stadt Dengfeng (登封市), die wiederum der bezirksfreien Stadt Zhengzhou, der Hauptstadt der Provinz Henan, untersteht. Die höchste Erhebung des südlich des Gelben Flusses gelegenen Berges beträgt 1500 m.
Auf dem Berg und in seiner Umgebung gibt es viele daoistische und vor allem buddhistische Klöster, darunter das chan-buddhistische Shaolin-Kloster, das für seine Kampfkunst „Shaolin Quanfa“ berühmt ist, und der daoistische Zhongyue-Tempel, der seit 2001 auf der Liste der Denkmäler der Volksrepublik China steht.